# Bouteloua

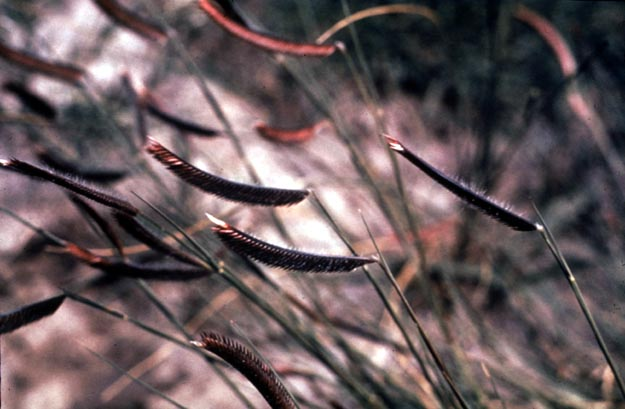
Bouteloua gracilis.

Bouteloua Lag. é um género botânico pertencente à família Poaceae.
O gênero é constituido por aproximadamente 120 espécies. Ocorrem na América do Norte, América do Sul e Ásia.

## Sinônimos
- Aristidium (Endl.) Lindl.
- Atheropogon Willd.
- Botelua Lag. (SUO)
- Eutriana Trin.
- Heterosteca Desv.

## Principais espécies
- Bouteloua alamosana Vasey
- Bouteloua arenosa Vasey
- Bouteloua aristidoides (Humb., Bonpl. & Kunth) Griseb.
- Bouteloua curtipendula (Michx.) Torr.
- Bouteloua eludens] Griffiths
- Bouteloua hirsuta Lagasca
- Bouteloua humboldtiana Griseb.
- Bouteloua micrantha Scribn. & Merr.
- Bouteloua oligostachya] Torr.
- Bouteloua polystachya Torr.
- Bouteloua porphyrantha Griseb.
- Bouteloua pringlei Scribn.
- Bouteloua pumila Buckley
- Bouteloua stolonifera Scribn.
- Bouteloua trifida Thurb.
- «PPP-Index Lista completa»